# Allison Tolman
Pour les articles homonymes, voir Tolman.
Allison Cara Tolman, née le 18 novembre 1981 à Houston au Texas, est une actrice américaine.

## Biographie
Allison Tolman obtient un BFA en performance théâtrale à l'université Baylor puis étudie le théâtre au Second City Training Center de Chicago. Elle enchaîne ensuite les petits boulots (réceptionniste d'un cabinet vétérinaire, assistante, professeur de théâtre pour enfant, coach vocal, promeneuse de chiens, etc.) et tourne un petit peu au cinéma et à la télévision.
En 2014, Allison Tolman obtient son premier grand rôle, celui du sergent Molly Solverson dans la série télévisée Fargo. Elle obtient pour ce rôle un Critics' Choice Television Award de la meilleure actrice dans une mini-série ou un téléfilm et est nommée pour l'Emmy Award de la meilleure actrice dans un second rôle dans une mini-série ou un téléfilm.
Elle apparaît ponctuellement dans plusieurs séries avant d'obtenir en 2018 un rôle récurrent dans la série Good Girls. En 2019, elle est annoncée dans le rôle principal de la série Emergence produite par la chaîne ABC. En 2022, elle obtient le rôle principal d'Alma dans la deuxième saison de la série Why Women Kill sur le service de vidéo à la demande Paramount+.

## Filmographie

### Cinéma
- 2009 : A Thousand Cocktails Later de Bradley Steele Harding : Mandy (court-métrage)
- 2015 : Fresno de Jamie Babbit : Ruby
- 2015 : Krampus de Michael Dougherty : Linda
- 2015 : The Gift de Joel Edgerton : Lucy
- 2017 : Barracuda : Merle
- 2017 : Killing Gunther : Mia
- 2017 : Vegas Academy: Coup de poker pour la fac (The House) d'Andrew Jay Cohen : Dawn
- 2018 : Les Frères Sister (The Sisters Brothers) de Jacques Audiard
- 2020 :The Last Shift : Mrs. Kelly

### Télévision
- 2006 : Prison Break : Infirmière (saison 2, épisode 3)
- 2008 : Sordid Lives : The Series : Tink (4 épisodes)
- 2014 : Fargo : Sergent Molly Solverson (saison 1, 10 épisodes) / 2015 : (saison 2 apparition, épisode 10)
- 2014 : The Mindy Project : Abby Berman (2 épisodes)
- 2014 : Hello Ladies : The Movie de Stephen Merchant : Kate
- 2015 : Archer : Edie Poovey (saison 6, épisode 4)
- 2015 : Comedy Bang! Bang! : Ellen (saison 4, épisode 11)
- 2015 : Review : Marissa
- 2016 : Mad Dogs : Rochelle (3 épisodes)
- 2016-2018 : Drunk History (2 épisodes)
- 2017 : Downward Dog : Nan (personnage principal)
- 2017-2019 : I'm Sorry : Jennifer (4 épisodes)
- 2017 : Mosaïc : Amy Lambson (3 épisodes)
- 2017-2018 : Me, Myself and I : Sarah (2 épisodes)
- 2018- : Good Girls : Mary Pat (personnage secondaire récurrent)
- 2018 : Castle Rock : Bridget Strand (2 épisodes)
- 2018 : Brooklyn Nine-Nine : Olivia Crawford (2 épisodes)
- 2019 : The Twilight Zone : Maura McGowan
- 2019- : Emergence : Jo Evans (personnage principal)
- 2021 : Why Women Kill : Alma (saison 2, personnage principal)
- 2022 : Gaslit (mini-série) : Winnie McLendon
- 2023 : Shining Vale : Principal Sandy Woodcock (3 épisodes)

## Distinctions

### Récompenses
- Critics' Choice Television Awards 2014 : meilleure actrice dans une mini-série ou un téléfilm pour Fargo

### Nominations
- Emmy Awards 2014 : meilleure actrice dans un second rôle dans une mini-série ou un téléfilm pour Fargo
- Golden Globes : Golden Globe de la meilleure actrice dans une mini-série ou un téléfilm pour Fargo
- Satellite Awards 2015 : meilleure actrice dans un second rôle dans une série télévisée pour Fargo